# 翔也
村上 翔也（むらかみ しょうや、1992年5月27日 - ）は、日本京都府綾部市出身の俳優、ダンサー。大阪スクールオブミュージック専門学校卒業。

## 人物
- 京都府出身、血液型はA型。
- 趣味は音楽鑑賞、映画鑑賞、和太鼓
- 特技は和太鼓と殺陣演技。

- 幼い頃から家族の影響で和太鼓に興味をもち、地元の和太鼓グループに所属をする。

2008年、春に私立の高校である福知山淑徳高等学校に進学する。幼児教育学科に在籍し保育について専門的に学び、保育園実習を行ったり保育技術検定も習得する。
また、高校には和太鼓があり毎週の練習を重ね、年間30公演以上の出演をする。
部活は合唱部と陸上部を掛け持ちし、3年生の時には陸上部の副部長もしていた。
- 幼少期に地元のイベントでEXILEの前身である初代J Soul Brothersのライブを見て、HIROに憧れたという。それ以来のHIRO、そしてEXILEのファンになる。
- 高校生の時にはダンスにハマる。好きなジャンルは、クランプという主に体の上半身を使い、怒りなどの感情を表現した激しい踊りを好みとする。
- 青春期から現在に至るまで、LDH所属アーティストのサポートダンサーとして、EXILEをはじめ、三代目J Soul Brothers、GENERATIONSなどのサポートダンスを行い、ライブツアーへの参加も行っている。また、E-girlsやTHE RAMPAGEなどのメンバーに同期や後輩も所属しており、お互い切磋琢磨して活動をしている。
- 殺陣演技にも自信があり、アイドルグループでの活動などで殺陣演技を行っていた。
- 趣味である、映画鑑賞や音楽鑑賞は、出来るだけ多くの作品に浸かりたいと、共にジャンル関係無く、幅広い作品に触れているという。
- 映画は時間があればすぐに映画館に足を運び、週に2、3本観る事もある。
- 大のディズニー好き。
- 車好きであり、遊びに行く際は愛車で移動する事がほとんどだという。

## 来歴
2011年  春、大阪スクールオブミュージック専門学校に入学。音楽について学ぶ。
在学中の2年間は、音楽プロデューサー、マネジメントのコースに所属をし、ノウハウを学びながらヴォーカル、ダンスも学ぶ。
コーラスグループを結成し活動を行ったり、アーティストのバックダンスをしたりと幅広く活動をしていた。
また、プロアーティストを目指している人達の中から自ら発掘し、音楽プロデュースやマネジメントも行っていた。
専門学校を卒業後、就職をし飲食店の店長業務を務める。
2014年  飲食店の店長業務を退職し、芸能活動を再開させる。
バンドを結成したりと幅広く活動をする。
2015年  関西の芸能プロダクションにスカウトされ、モデルとしての活動をはじめる。
ファッション雑誌「 Popteen 」で掲載される。
また、年末にはZepp Namba にて開催された「AMEHORI COLLECTION」というファッションショーに出演した。
2016年  春、サンテレビ放送「 バキバキ☆ビート！ 」主催の「BAKIBAKI☆PARTY」にモデルとして出演。
CM「ユニバーサル・スタジオ・ジャパン」 - クールジャパン2016 (進撃の巨人)で、女型の巨人に捕まれ、食べられてしまう役として出演する。
その他、スマートフォンアプリゲームセブンナイツのCMにも出演。
2016年  夏、 仰げば尊しに美崎高等学校 生徒役として、レギュラー出演する。
また、HiGH&LOW THE MOVIEにDOUBT構成員役として出演。
2016年  秋、  HiGH&LOW THE RED RAINに上園会  構成員役として出演。
ドラマでは、コピーフェイス〜消された私〜に出演。
そして、連続テレビ小説（NHK）通称、朝ドラのべっぴんさんに、喫茶ヨーソロー常連大学生としてレギュラー出演する。
2017年  春、映画「一週間フレンズ。」(2017年) 高校生役としての出演や、チア☆ダン〜女子高生がチアダンスで全米制覇しちゃったホントの話〜（2017年）に、福井県立福井中央高校 サッカー部員役として出演。
また、京都府京都市壬生地域公認の観光PRアイドルグループの俳優部門に所属をし、アイドル活動を再開。2017年は毎月、様々な場所でのライブ活動を行ったり、AbemaTVのFRESH LIVEチャンネルにて毎週、番組配信も行うなど、勢力的に活動をする。
その他にも雑誌DEEPにモデルとして毎月、掲載されていた。
2017年  夏、HiGH&LOW THE MOVIE 2 / END OF SKYにDOUBT 構成員役として出演。
また、アイドルグループとして、大阪府や岡山県の高校、大学の学園祭にゲストとして出演をする。
2017年  秋、連続テレビ小説（NHK）通称、朝ドラのわろてんかに出演する。
2018年  春、科捜研の女 第15話 に石塚照夫の友人役として出演。
また、アイドルグループを卒業する。
2018年  夏、映画 カバディ！カバディ！（2018年）倉持由香 主演 、赤井英和などが出演する映画に就活生役として出演。

2018年  秋、 下町ロケットに、重田工業 社員役などで出演。
2018年 冬、THEO+[テオプラス] docomo「お金の生存戦略」編をはじめ、ホットペッパービューティーのTV-CM「思い立った時がキレイになる時」篇＆「思い込みがキレイを止める」篇など、いくつかのCMに出演。
2019年春、 ホットペッパーのTV-CMに出演。

## 出演

### テレビドラマ
- 私立バカレア高校（2012年4月15日 - 7月1日）
- 仰げば尊し（2016年7月 - 9月、TBS） - 美崎高等学校 生徒
- 連続テレビ小説（NHK）
  - べっぴんさん（2016年10月3日 - 4月1日、NHK総合テレビ） - 喫茶ヨーソロー常連大学生
  - わろてんか（2017年） - 薬問屋 社員
- コピーフェイス〜消された私〜（2016年11月18日 - 12月23日）- 電気店 店長
- 科捜研の女 第15話 （2018年3月、テレビ朝日） - 石塚照夫の友人
- 花のち晴れ〜花男 Next Season〜（2019年4月17日 - 6月26日、TBS）- 桃乃園学院 生徒会員
- 下町ロケット（2018年10月 - 12月、TBS） - 重田工業 社員 、野木研究室 研究員
- 年の瀬ドラマ 第1夜「ブスだってI LOVE YOU 」（2018年12月28日、テレビ朝日）
- 「我が家のヒミツ 」（2019年3月3日-31日、NHK）
- 集団左遷!!（2019年4月 - 、TBS）

### 映画
- 劇場版 私立バカレア高校（2012年）
- るろうに剣心 京都大火編（2014年）
- るろうに剣心 伝説の最期編（2014年）
- HiGH&LOWシリーズ（2016年 - ）
  - HiGH&LOW THE MOVIE（2016年） - DOUBT 構成員
  - HiGH&LOW THE RED RAIN（2016年） - 上園会  構成員
  - HiGH&LOW THE MOVIE 2 / END OF SKY（2017年） - DOUBT 構成員
  - HiGH&LOW THE WORST（2019年） - 中・中一派
- 「一週間フレンズ。」(2017年) - 高校生
- チア☆ダン〜女子高生がチアダンスで全米制覇しちゃったホントの話〜（2017年） - 福井県立福井中央高校 サッカー部員
- カバディ！カバディ！（2018年） - 就活生
- 雪の華（2019年）
- 4月の君、スピカ。（2019年）
- 日本極道戦争（Vシネマ オリジナルビデオ（2019年））
- キングダム（2019年）
- カイジ ファイナルゲーム（2020年） - 翔也(本人役)
- AI崩壊（2020年） - サイバー犯罪対策課 捜査員

### CM
- ユニバーサル・スタジオ・ジャパン（2016年） - クールジャパン2016 (進撃の巨人)
- スマートフォンアプリゲームセブンナイツ（2016年）
- THEO+[テオプラス] docomo「お金の生存戦略」編（2018年12月10日 - ）

### 雑誌
- Popteen（2015年）

### ライブ
- EXILE
  - EXILE LIVE TOUR 2007 EXILE EVOLUTION
  - EXILE LIVE TOUR "EXILE PERFECT LIVE 2008"
  - EXILE LIVE TOUR 2010 FANTASY
  - EXILE LIVE TOUR 2015 "AMAZING WORLD"
  - EXILE LIVE TOUR 2018-2019 "STAR OF WISH"
- EXILE TRIBE
  - EXILE TRIBE PERFECT YEAR 2014 SPECIAL STAGE "THE SURVIVAL" IN SAITAMA SUPER ARENA 10DAYS
  - EXILE TRIBE PERFECT YEAR LIVE TOUR TOWER OF WISH 2014 〜THE REVOLUTION〜
  - HiGH&LOW THE LIVE
- 三代目 J SOUL BROTHERS from EXILE TRIBE
  - 三代目 J Soul Brothers LIVE TOUR 2014 "BLUE IMPACT"
  - 三代目 J Soul Brothers LIVE TOUR 2015 "BLUE PLANET"
  - 三代目 J Soul Brothers LIVE TOUR 2016-2017 "METROPOLIZ"
  - 三代目 J Soul Brothers LIVE TOUR 2017 "UNKNOWN METROPOLIZ"
  - 三代目 J SOUL BROTHERS LIVE TOUR 2019 "RAISE THE FLAG"
- GENERATIONS from EXILE TRIBE
  - GENERATIONS WORLD TOUR 2015 "GENERATION EX"
  - GENERATIONS LIVE TOUR 2016 "SPEEDSTER"

### ミュージックビデオ
- EXILE
  - 「VICTORY」（2010年）
  - 「Rising Sun」（2011年）
  - 「EXILE PRIDE ～こんな世界を愛するため～」（2013年）
  - 「UNITED DANCE NATION in FUNK JUNGLE」-EXILE EXTREME BEST-（2016年）
- 三代目 J SOUL BROTHERS from EXILE TRIBE
  - 「R.Y.U.S.E.I.」（2014年）
  - 「O.R.I.O.N.」（2014年）
  - 「Welcome to TOKYO」（2016年）
  - 「J.S.B HAPPINESS」（2017年）
  - 「Yes we are」（2019年）